# Pierre Tournier
Pour les articles homonymes, voir Tournier.
Pierre Tournier est un footballeur puis entraîneur français, né le 25 février 1934 à Belfort et mort le 13 septembre 2022 à Nice,,.

## Biographie
Pierre Tournier évolue comme milieu de terrain dans plusieurs clubs du championnat de France, et notamment au SO Montpellier, pendant trois ans, à l'Olympique de Marseille pendant un an et au FC Rouen pendant sept saisons, dont six en première division, où il termine sa carrière de joueur en 1966. Il compte alors 415 matchs professionnels à son actif, dont 206 en D1.
Tournier devient par la suite entraîneur de l'US Saint-Malo, alors en CFA en 1968. La même année, il obtient le diplôme d'entraîneur-instructeur et sort major de promotion, devant Michel Hidalgo. En 1971, le FC Rouen le rappelle pour entraîner l'équipe professionnelle, mais l'aventure tourne court, il quitte le club en cours de saison. 
En 1972, il est nommé Conseiller technique régional de la Ligue lorraine de football et remporte en 1974 la Coupe nationale des cadets. Le FC Sochaux lui propose alors de prendre la tête du son tout nouveau centre de formation, où il suit la formation de jeunes comme Bats, Genghini, Stopyra, Rust ou Anziani.  
En 1982, le président Campora le recrute à la tête du centre de formation de l'AS Monaco FC et lui donne les moyens de travailler. En quelques années, sortent des joueurs tels que Lilian Thuram, Gilles Grimandi, Emmanuel Petit ou Sylvain Legwinski. En 1992, il passe à la direction du recrutement du centre de formation. Il amène notamment sur le Rocher Thierry Henry, Philippe Christanval, Gaël Givet, Sébastien Squillaci, Nicolas Plestan. Il quitte finalement le club en 1997.
Reconnu par les joueurs qui l'ont formé pour ses qualités de formateur, il prend ensuite sa retraite à Beaulieu-sur-Mer.

## Carrière de joueur
- 1952-1954 :  ASM Belfort
- 1953-1954 :  FC Sochaux-Montbéliard
- 1954-1957 :  SO Montpellier
- 1957-1958 :  Olympique de Marseille
- 1958-1959 :  AS Troyes-Savinienne
- 1959-1966 :  FC Rouen

## Palmarès
- Finaliste de la Coupe de la Ligue en 1964 avec le FC Rouen